# 1984
1984(천구백팔십사)는 1983보다 크고 1985보다 작은 자연수다.

## 수학
- 합성수로, 그 약수는 총 14개다. (1, 2, 4, 8, 16, 31, 32, 62, 64, 124, 248, 496, 992, 1984)
  - 1984의 진약수의 합은 2080이므로, 1984는 과잉수다.
- {\displaystyle 1984=2^{11}-2^{6}}
- {\displaystyle 63^{2}-1}은 1984로 나누어떨어진다.

## 과학·기술
- NGC 1984(영어판): 황새치자리 방향에 있는 산개성단.
- INIT 1984(영어판): 컴퓨터 바이러스.

## 문화유산
- 대한민국의 보물 제1984호: 이정 필 삼청첩

## 기타
- 연도: 1984년, 기원전 1984년
  - 1984년 하계 올림픽은 미국 로스앤젤레스에서 개최되었다.

## 같이 보기
- 1000